# 소리 카바
소리 카바(프랑스어: Sory Kaba, 1995년 7월 28일 ~ )는 현재 라리가의 라스팔마스와 기니 국가대표팀에서 공격수로 활약하고 있는 기니의 프로 축구 선수이다.

## 구단 경력
코나크리에서 태어난 카바는 어린 나이에 스페인으로 이주하여 2012년 9월에 알코벤다스 CF의 유소년 팀에 합류하였다. 그는 2013-14 시즌에 성인 무대 데뷔를 하였고, 테르세라 디비시온으로 승격하는데 도움을 주었다.
2016년 1월 29일, 카바는 엘체 CF에 입단하여 4부 리그에 소속되어 있었다. 이듬해 5월 13일, 그는 1-0으로 패한 CD 미란데스와의 세군다 디비시온 홈 경기에서 알렉스 페르난데스와 후반전에 교체 투입되었다.
2017년 5월 28일, 카바는 1-1로 비긴 CF 레우스 데포르티우와의 홈경기에서 동점골을 넣으며 첫 프로골을 기록했다. 7월 29일, 강등을 겪은 후, 그는 3년간 계약을 연장했고 1군으로 확실히 승격되었다.
2019년 1월 31일, 2018-19 겨울 이적시장 마지막 날, 카바는 리그 1의 디종 FCO와 4+1⁄2년 계약에 합의했다. 구단은 엘체에게 400만 유로의 이적료를 지불하고 방출 조항을 적용했다.
2019년 7월 5일, 덴마크 수페르리가의 FC 미트윌란은 카바와 5년 계약을 체결했다고 발표했다. 2021년 8월 31일, 카바는 2021-22 시즌을 위해 벨기에 프로 리그 A의 OH 뢰번으로 임대 이적했다. OH 뢰번은 그와 영구적으로 계약할 수 있는 옵션을 확보했다. 6월 1일, 벨기에 클럽이 공격수를 구매할 수 있는 옵션을 행사하지 않기로 결정함에 따라 카바가 미트윌란으로 복귀하는 것으로 확인되었다.
2023년 1월 31일, 겨울 이적시장 마지막 날, 카바는 EFL 챔피언십의 카디프 시티로 시즌이 끝날 때까지 임대로 이적했다.
2023년 8월 17일, 카바는 200만 유로 이상의 이적료로 라리가의 라스팔마스에 입단하였고, 4년 계약을 체결하였다.

## 국가대표팀 경력
2017년 9월 25일, 카바는 2018년 FIFA 월드컵 예선에서 튀니지와의 경기를 앞두고 기니 국가대표팀에 차출되었다. 그는 10월 7일, 4-1로 패한 경기에서 뎀바 카마라와 교체되어 국가대표팀 데뷔 전을 치렀다.
2022년 1월, 그는 카메룬에서 열리는 2021년 아프리카 네이션스컵에 참가하기 위해 카바 디아와라에 의해 선발되었다.